# Пестроусая лептура
Стиктолептура пестроусая, или пестроусая лептура (лат. Stictoleptura variicornis) — вид жуков из подсемейства усачиков семейства усачей. 

## Описание
Длина тела имаго 15—20 мм. Голова с резким шейным перехватом и отвесными висками. Усики короткие, заходят за середину или за 3/4 надкрылий, с 5-го членика пиловидные, пестрые: черные, основания 4—6-го и 8-го члеников с широким белым или кремовым колечком. Переднеспинка у обоих полов черная, кпереди суженная с неоттянутыми или едва оттянутыми острыми задними углами. Надкрылья красные, редко соломенно-жёлтые, к вершине постепенно суженные, их вершины слабо вырезанные, шовный угол оттянут в виде небольшого зубчика. Все ноги черные.

## Распространение
Европейская часть России (местами), вся Сибирь, Дальний Восток (юг Хабаровского края, Амурская область, Приморский край, Сахалин, о. Кунашир. 
Общий ареал: Западная Европа (Латвия, Украина, Белоруссия, Польша), Казахстан, Япония (острова Хоккайдо, Хонсю), Корея, Северо-Восточный Китай, Северная Монголия.

## Биология
Заселяет погибшие деревья лиственных и хвойных пород. 
Личинки питаются гниющей древесиной (чаще сосны, ели, лиственницы); развиваются внутри гниющей коры и древесины; окукливаются после 2-й зимовки в древесине в мае — июне. Генерация двухгодичная. Жизненный цикл одной особи длится 3 года.
Имаго встречаются на лугах на цветках растений.  
Лёт с конца июня по август. 